# 第15届奥斯卡金像奖
第15届奥斯卡金像奖（英語：15th Academy Awards）于洛杉矶大使酒店 (洛杉矶)椰林園举行，最佳影片由《忠勇之家》获得。 本届典礼最为知名的时刻是女主角奖得主葛麗·嘉遜的获奖感言，她讲了将近6分钟，普遍认为是奥斯卡史上最长的演讲。
《忠勇之家》是第二部在四個表演獎項都有入圍的電影（第一部是1936年的《我的高德弗里》），此外該片還是第一部入圍五個表演獎項的電影。至於在最佳纪录片部分，則是出現了四部電影共同獲獎的紀錄，也是奧斯卡史上唯一一次。

## 获奖名单
获奖者以置顶表示。
| 最佳影片(Outstanding motion picture) - 《忠勇之家》 - 《魔影袭人来》 - 《金石盟》 - 《安伯森家族》 - 《冲出敌占区》 - 《洋基的驕傲》 - 《鸳梦重温》 - 《城中頭條》 - 《威克島之戰》 - 《勝利之歌》 | 最佳导演(Directing) - 威廉·惠勒 – 《忠勇之家》 - 麥可·寇蒂斯 – 《勝利之歌》 - 约翰·法罗 – 《威克島之戰》 - 茂文·李洛埃 –《鸳梦重温》 - 山姆·伍德 –《金石盟》 |
| 最佳男主角(Actor) - 詹姆斯·卡格尼 – 《勝利之歌》 - 羅納·考爾門 – 《鸳梦重温》 - 賈利·古柏 – 《洋基的驕傲》 - 沃尔特·皮金 – 《忠勇之家》 - 蒙蒂·伍利 – 《冲出敌占区》 | 最佳女主角(Actress) - 葛麗·嘉遜 – 《忠勇之家》 - 贝蒂·戴维斯 – 《揚帆》 - 凯瑟琳·赫本 – 《小姑居處》 - 羅莎琳德·拉塞爾 – 《伊莲妹妹》 - 特雷莎·怀特 – 《洋基的驕傲》 |
| 最佳男配角(Actor in a supporting role) - 凡·赫夫林 – 《双雄喋血》 - 威廉·本迪克斯 – 《威克島之戰》 - 沃尔特·休斯顿 – 《勝利之歌》 - 弗兰克·摩根 – 《煎饼果子》 - 亨利·特拉维斯 – 《忠勇之家》 | 最佳女配角(Actress in a supporting role) - 特雷莎·怀特 – 《忠勇之家》 - 格拉黛丝·库珀 – 《揚帆》 - 阿格尼丝·穆尔黑德 – 《安伯森家族》 - 苏珊·皮特斯 –《鸳梦重温》 - 梅·惠蒂 – 《忠勇之家》 |
| 最佳原创故事 Writing (Original motion picture story) - 《魔影袭人来》 – 艾默利·普萊斯柏格 - 《假期飯店》 – 歐文·柏林 - 《勝利之歌》 – 罗伯特·巴克纳 - 《洋基的驕傲》 – 保羅·葛里克 - 《城中頭條》 – 西德尼·哈蒙 | 最佳原创剧本 Writing (Original screenplay) - 《小姑居處》 – 迈克尔·卡宁 和 小玲·拉德纳 - 《威克島之戰》 – W·R·伯内特 和 弗兰克·巴特勒 - 《摩洛哥之路》 – 弗兰克·巴特勒 和 唐·哈特曼 - 《对抗哈德利夫人的战争》 – 乔治·奥本海默 - 《战地蒸发》 – 麥可·鮑爾 和 艾默利·普萊斯柏格 |
| 最佳改編劇本 Writing (Screenplay) - 《忠勇之家》 – 乔治·福罗索、詹姆斯·希爾頓、克劳狄·韦斯特 和 亚瑟·威佩里斯 - 《魔影袭人来》 – 罗德尼·阿克兰 和 艾默利·普萊斯柏格 - 《城中頭條》 – 西德尼·布赫曼 和 欧文·肖 - 《鸳梦重温》 – 乔治·福罗索、詹姆斯·希爾頓、克劳狄·韦斯特 和 亚瑟·威佩里斯 - 《洋基的驕傲》 – 赫尔曼·J·曼凯维奇 和 乔·斯威灵 | |
| 最佳纪录片(Documentary) - 《中途岛战役》 - 《科科达前线》 - 《莫斯科反击战》 - 《战争序幕》 - 《非洲：胜利序幕》 - 《战地报道》 - 《征服时钟》 - 《覆盖半球的谷物》 - 《农夫布朗》 - 《超越边界》 - 《东方大赌注》 - 《中国的战争》 - 《全民战争》 - 《聆听英国》 - 《小比利时》 - 《自由小岛》 - 《长舌先生》 - 《格迪尼亚·琼小姐》 - 《新精神》 - 《胜利的代价》 - 《船舰诞生记》 - 《21英里》 - 《吾辈永生》 - 《白隼》 - 《长胜之翼》 | 最佳單軸短片 Short subject (One-reel) - 《动物们的言语》 - 《大漠仙境》 - 《海军陆战队整装待发》 - 《合众国陆军乐团》 |
| 最佳雙軸短片 Short subject (Two-reel) - 《职责之外》 - 《禁止谈论》 - 《美国列兵史密斯》 | 最佳卡通短片 Short subject (Cartoon) - 《元首的面孔》 - 《一切为了胜利》 - 《納粹狼的閃電戰》 - 《点唱机大本营》 - 《波尔卡的猪》 - 《郁金香要开了》 |
| 最佳剧情或喜剧片配樂 Music(Music score of a dramatic or comedy picture) - 《揚帆》 – 馬克斯·史坦納 - 《小鹿斑比》 – 弗兰克·丘吉尔 和 爱德华·普拉姆 - 《上海风光》 – 理查德·哈格曼 - 《洋基的驕傲》 – 利·哈莱 - 《你逃我也逃》 – 沃納·理查德·海曼 - 《城中頭條》 – 弗雷德里克·霍兰德 和 莫里斯·斯托洛甫 - 《克朗岱克的狂怒》 – 爱德华·J·凯 - 《黑天鹅》 – 艾佛瑞·纽曼 - 《丛林之书》 – 罗饶·米克罗斯 - 《天方夜谭》 – 弗兰克·斯金纳 - 《鸳梦重温》 – 赫伯特·斯托哈特 - 《淘金记》 – 麦克斯·特尔 - 《科西嘉兄弟》 – 迪米特里·迪奥姆金 - 《我娶了一个女巫》 – 罗伊·韦伯 - 《巴黎女子琼》 – 罗伊·韦伯 - 《飞虎娇娃》 – 维克多·扬 - 《银色皇后》 – 维克多·扬 - 《盼卿来信》 – 维克多·扬 | 最佳歌舞片配樂 Music (Scoring of a musical picture) - 《勝利之歌》 – 雷·海因多夫和海因兹·罗姆海德 - 《只为你我》 – 罗杰·伊登斯 和 格列高里·斯托尔 - 《假期飯店》 – 罗伯特·埃米特·多兰 - 《可爱至极》 – 利·哈莱 - 《不是冤家不聚头》 – 艾佛瑞·纽曼 - 《美凤夺鸾》 – 查尔斯·普列文 和 汉斯·萨尔特 - 《步兵约翰》 – 沃尔特·沙尔夫 - 《乘乐高飞》 – 爱德华·瓦德 |
| 最佳歌曲 Music (Song) - 《白色圣诞节》 — 《假期飯店》 – 词曲：歐文·柏林 - 《Always in My Heart》 — 《永存我心》 – 曲：埃内斯托·莱库奥纳；词：金·加农 - 《Dearly Beloved》 — 《可爱至极》 – 曲：杰罗姆·科恩；词：约翰尼·梅瑟 - 《How About You？》 — 《百老汇小鬼》 – 曲：伯顿·莱恩；词：拉尔夫·弗里德 - 《It Seems I Heard That Song Before》 — 《小鬼从军》 – 曲：胡尔·斯泰恩；词：萨米·卡恩 - 《I've Got a Gal in Kalamazoo》 — 《贤妻乐坊》 – 曲：哈利·華倫；词：迈克·戈登 - 《Love Is a Song》 — 《小鹿斑比》 – 曲：弗兰克·丘吉尔；词：拉里·莫雷 - 《Pennies for Peppino》 — 《乘乐高飞》 – 曲：爱德华·瓦德；词：切特·弗雷斯特 和 罗伯·怀特 - 《Pig Foot Pete》—《地狱机械舞》 – 曲：吉恩·德·保罗；词：唐·雷耶 - 《There's a Breeze on Lake Louise》 — 《第44街市长》 – 曲：哈利·雷沃尔；词：莫特·格林(Mort Greene)      | 最佳錄音(Sound recording) - 《勝利之歌》 – 内森·莱文森 - 《可爱至极》 – 约翰·利维德利 - 《忠勇之家》 – 道格拉斯·希勒 - 《摩洛哥之路》 – 罗伦·莱德尔 - 《淘金记》 – 詹姆斯·菲尔兹 - 《飞虎娇娃》 – 丹尼尔·布隆伯格 - 《蜜月往事》 – 史蒂芬·邓恩 - 《洋基的驕傲》 – 托马斯·莫尔顿 - 《友好的敌人》 – 杰克·惠特尼 - 《高于一切》 – E·H·汉森 - 《天方夜谭》 – 伯纳德·布朗 - 《小鹿斑比》 – 山姆·斯莱菲尔德 |
| 最佳黑白片艺术指导 Art direction(Black-and-white) - 《高于一切》 – 艺术指导：理查德·戴和约瑟夫·C·怀特；布景：托马斯·利特尔 - 《城中頭條》 – 艺术指导：莱昂内尔·班克斯和鲁道夫·斯特尔纳德；布景：费依·比考克 - 《银色皇后》 – 艺术指导：拉尔夫·伯格；布景：埃米尔·库里 - 《安伯森家族》 – 艺术指导：阿尔伯特·S·阿戈斯蒂诺；布景：阿尔·菲尔德斯 和 德雷尔·希尔弗拉 - 《盼卿来信》 – 艺术指导：汉斯·德雷尔和罗兰·安德森；布景：山姆·康默尔 - 《洋基的驕傲》 – 艺术指导：佩里·弗格森；布景：霍华德·布里斯托 - 《鸳梦重温》 – 艺术指导：塞德里克·吉本森 和 兰道·杜尔；布景：埃德温·B·威利斯 和 傑克·摩爾 - 《上海风光》 – 艺术指导及布景：鲍里斯·莱文 - 《华盛顿睡在这里》 – 艺术指导：马克斯·帕克 和 马克-里·柯克；布景：凯茜·罗伯茨 - 《掠夺者》 – 艺术指导：约翰·B·古德曼 和 杰克·奥特森布景：罗素·A·古斯曼 和 爱德华·R·罗宾逊 | 最佳彩色片艺术指导 Art direction(Color) - 《不是冤家不聚头》 – 艺术指导：理查德·戴 和 约瑟夫·C·怀特；布景：托马斯·里特尔 - 《野风》 – 艺术指导：汉斯·德雷尔 和 罗兰·安德森；布景：乔治·索利 - 《天方夜谭》 – 艺术指导：亚历山大·格里森 和 杰克·奥特森；布景：罗素·古斯曼 和 伊拉·韦布 - 《丛林之书》 – 艺术指导：文森特·柯达；布景：朱莉亚·赫伦 - 《空军英雄》 – 艺术指导：泰德·史密斯；布景：凯茜·罗伯茨 |
| 最佳黑白片攝影 Cinematography(Black-and-white) - 《忠勇之家》 – 约瑟夫·拉滕博格 - 《狹路相逢》 – 查尔斯·G·克拉克 - 《安培逊大族》 – 斯坦利·科尔特斯 - 《冲出敌占区》 – 爱德华·康雅格 - 《金石盟》 – 黃宗霑 - 《洋基的驕傲》 – 鲁道夫·马泰 - 《盼卿来信》 – 约翰·J·马斯科 - 《高于一切》 – 亚瑟·查尔斯·米勒 - 《西点十君子》 – 里昂·肖洛伊 - 《城中頭條》 – 特德·特茨拉夫 | 最佳彩色片摄影 Cinematography(Color) - 《黑天鹅》 – 里昂·肖洛伊 - 《勇冠三车》 – 爱德华·康雅格 和 威廉·V·斯卡尔 - 《丛林之书》 – W·霍华德·格林 - 《天方夜谭》 – 米尔顿·库什纳、威廉·V·斯卡尔 和 W·霍华德·格林 - 《野风》 – 维克多·米纳尔 和 威廉·V·斯卡尔 - 《空军英雄》 – 索尔·波利托 |
| 最佳影片剪輯(Film editing) - 《洋基的驕傲》 – 丹尼尔·曼德尔 - 《勝利之歌》 – 乔治·艾米 - 《忠勇之家》 – 哈罗德·克雷斯 - 《城中頭條》 – 奥托·梅耶 - 《高于一切》 – 华特·A·汤普森 | 最佳特殊效果(Special effects) - 《野风》 – 、戈登·詹宁斯、威廉·L·佩雷拉 和 路易斯·迈森科普 - 《丛林之书》 – 劳伦斯·W·巴特勒 和 威廉·H·维尔玛斯 - 《洋基的驕傲》 – 杰克·科斯格罗夫、雷·宾格 和 托马斯·T·莫尔顿 - 《隐形剂》 – 约翰·P·富尔顿 和 伯纳德·布朗 - 《忠勇之家》 – A.阿诺德·吉莱斯皮、沃伦·纽坎贝 和 道格拉斯·希勒 - 《血路》 – 拜伦·哈斯金 和 内森·莱文森 - 《飞虎娇娃》 – 霍华德·莱德克 和 丹尼尔·布隆伯格 - 《战地蒸发》 – 罗纳德·内梅 和 C·C·史蒂文斯 - 《黑天鹅》 – 弗雷德·塞森、老罗杰·海曼 和 乔治·莱弗里特 - 《海军到来》 – 弗农·L·沃克 和 詹姆斯·G·斯图尔特 |

### 奥斯卡荣誉奖
- 米高梅公司 - 为出品的安迪·哈迪（英语：Andy Hardy）系列电影中展现了美国人的生活。
- 查尔斯·博耶 - 为他在洛杉矶成立了法国研究基金会所作的贡献。
- 诺埃尔·科沃德 - 为影片《与祖国同在（英语：In Which We Serve）》的所付出的努力。

### 欧文·G·托尔伯格纪念奖
- 西德尼·富兰克林（英语：Sidney Franklin (director)）

### 获得多项提名和奖项
| 以下电影获得多项提名： - 12项提名：《忠勇之家》 - 11项提名：《洋基的骄傲》 - 8项提名：《胜利之歌》 - 7项提名：《鸳梦重温》和《城中头条》 - 4项提名： 《天方夜谭》、 《丛林之书》、《安伯森家族》、《高于一切》和《威克島之戰》 - 3项提名： 《小鹿斑比》、《黑天鹅》、《飞虎娇娃》、《假期饭店》、《入侵者》、《金石盟》、《扬帆》、《冲出敌占区》、《野风》、《盼卿来信》和《可爱至极》 - 2项提名： 《空军英雄》、《乘乐高飞》、《淘金记》、《不是冤家不聚头》、《战地蒸发》、《摩洛哥之路》、《上海风光》、《银色皇后》和《小姑居处》 | 以下电影获得多项大奖： - 6项大奖：《忠勇之家》 - 3项大奖：《胜利之歌》 |